# Шабалины (Оричевский район)
Шабалины — деревня в Оричевском районе Кировской области в составе Быстрицкого сельского поселения.

## География
Находится на расстоянии примерно 16 километров по прямой на север-северо-восток от районного центра поселка Оричи.

## История
Известна с 1671 года, когда в ней было отмечено 2 двора. В 1764 году учтено 43 жителей. В 1873 году было учтено дворов 17 и жителей 81, в 1905 23 и 148, в 1926 26 и 147, в 1950 24 и 99. В 1989 постоянное население не учтено. Ныне имеет дачный характер.

## Население
Постоянное население не было учтено как в 2002 году, так и в 2010.